# Malayia nigripennis
Malayia nigripennis är en tvåvingeart som beskrevs av Malloch 1927. Malayia nigripennis ingår i släktet Malayia och familjen gråsuggeflugor. Inga underarter finns listade i Catalogue of Life.